# Tanekore Village
Tanekore Village är en ort i Kiribati.   Den ligger i örådet Teraina och ögruppen Linjeöarna, i den västra delen av landet, 3 000 km öster om huvudstaden Tarawa. Tanekore Village ligger 10 meter över havet och antalet invånare är 203. Den ligger på ön Teraina Island.
Terrängen runt Tanekore Village är mycket platt.  Tanekore Village är det största samhället i trakten. 